# Oost- en Middelzwake
Oost- en Middelzwake, également connu sous le nom de Zwake, est une ancienne commune néerlandaise de la province de la Zélande.
La commune était constituée des hameaux d'Oosterzwake et de Middelzwake. Le château Hof ter Zwake a été complètement refait en 1850.
Ce fut une commune éphémère, rattachée dès le 1er janvier 1816 à la commune de 's-Gravenpolder.